# Brezovica pri Trebelnem
Brezovica pri Trebelnem je naselje v Občini Mokronog - Trebelno.